# Danh sách giải thưởng và đề cử của Dương Tử Quỳnh
Dương Tử Quỳnh là một nữ diễn viên người Malaysia bắt đầu sự nghiệp của mình ở điện ảnh Hồng Kông trước khi chuyển sang sự nghiệp diễn xuất ở điện ảnh Mỹ.
Cô đã nhận được nhiều lời khen ngợi cho màn trình diễn của mình trong các bộ phim được đánh giá cao và thành công về mặt phê bình Ngọa hổ tàng long (2000), Con nhà siêu giàu châu Á (2018) và Cuộc chiến đa vũ trụ (2022).
Đối với công việc sau này, cô đã nhận được Giải thưởng Oscar, Giải Quả cầu vàng và hai Giải thưởng Hiệp hội Diễn viên Màn ảnh . Cô ấy đã làm nên lịch sử khi giành được Giải Oscar cho Nữ diễn viên chính xuất sắc nhất, trở thành người châu Á đầu tiên giành được giải thưởng này và là người Malaysia đầu tiên giành được Giải thưởng Oscar ở bất kỳ hạng mục nào.
Cô đã nhận được nhiều danh hiệu bao gồm từ Liên hoan phim Quốc tế Singapore năm 2015, Liên hoan phim Quốc tế Santa Barbara và Liên hoan phim Quốc tế Toronto năm 2022 và Hội phê bình phim London năm 2023.

## Giải thưởng Châu Á

### Asian Film Awards - Giải thưởng Điện ảnh Châu Á
| Năm  | Hạng Mục                         | Tác Phẩm Đề Cử     | Kết Quả | Ghi Chú |
| ---- | -------------------------------- | ------------------ | ------- | ------- |
| 2011 | Nữ diễn viên chính xuất sắc nhất | Reign of Assassins | Đề cử   |         |

### Golden Horse Awards - Kim Mã
| Năm  | Hạng Mục                         | Tác Phẩm Đề Cử    | Kết Quả   | Ghi Chú |
| ---- | -------------------------------- | ----------------- | --------- | ------- |
| 2001 | Nữ diễn viên chính xuất sắc nhất | Ngọa hổ tàng long | Đoạt giải | [ 6 ]   |

### Hong Kong Film Awards
| Năm  | Hạng Mục                         | Tác Phẩm Đề Cử    | Kết Quả | Ghi Chú |
| ---- | -------------------------------- | ----------------- | ------- | ------- |
| 1986 | Best New Performer               | Yes, Madam        | Đề cử   | [ 7 ]   |
| 1998 | Best Supporting Actress          | The Soong Sisters | Đề cử   | [ 8 ]   |
| 2001 | Nữ diễn viên chính xuất sắc nhất | Ngọa hổ tàng long | Đề cử   | [ 9 ]   |

### Huabiao Awards - Giải Hoa Biểu
| Năm  | Hạng Mục                   | Tác Phẩm Đề Cử     | Kết Quả | Ghi Chú |
| ---- | -------------------------- | ------------------ | ------- | ------- |
| 2011 | Outstanding Abroad Actress | Reign of Assassins | Đề cử   |         |

### Huading Awards - Giải Hoa Đỉnh
| Năm  | Hạng Mục                         | Tác Phẩm Đề Cử | Kết Quả | Ghi Chú |
| ---- | -------------------------------- | -------------- | ------- | ------- |
| 2011 | Best Actress in a Motion Picture | True Legend    | Đề cử   |         |

### Southeastern Film Critics Association - Giải thưởng Hiệp hội Phê bình Phim Đông Á
| Năm  | Hạng Mục                         | Tác Phẩm Đề Cử       | Kết Quả   | Ghi Chú |
| ---- | -------------------------------- | -------------------- | --------- | ------- |
| 2022 | Nữ diễn viên chính xuất sắc nhất | Cuộc chiến đa vũ trụ | Đoạt giải | [ 10 ]  |

## Giải thưởng Âu - Mỹ

### AACTA International Awards
| Năm  | Hạng Mục                     | Tác Phẩm Đề Cử       | Kết Quả | Ghi Chú |
| ---- | ---------------------------- | -------------------- | ------- | ------- |
| 2023 | Best Actress – International | Cuộc chiến đa vũ trụ | Đề cử   | [ 11 ]  |

### AARP Movies for Grownups Awards
| Năm  | Hạng Mục                         | Tác Phẩm Đề Cử           | Kết Quả   | Ghi Chú |
| ---- | -------------------------------- | ------------------------ | --------- | ------- |
| 2019 | Best Supporting Actress          | Con nhà siêu giàu châu Á | Đề cử     | [ 12 ]  |
| 2023 | Nữ diễn viên chính xuất sắc nhất | Cuộc chiến đa vũ trụ     | Đoạt giải | [ 13 ]  |

### Academy Awards - Giải Oscar
| Lần | Năm  | Hạng Mục                         | Tác Phẩm Đề Cử       | Kết Quả   | Ghi Chú |
| --- | ---- | -------------------------------- | -------------------- | --------- | ------- |
| 95  | 2022 | Nữ diễn viên chính xuất sắc nhất | Cuộc chiến đa vũ trụ | Đoạt giải | [ 14 ]  |

### Alliance of Women Film Journalists Awards
| Năm  | Hạng Mục                                                | Tác Phẩm Đề Cử       | Kết Quả   | Ghi Chú |
| ---- | ------------------------------------------------------- | -------------------- | --------- | ------- |
| 2023 | Nữ diễn viên chính xuất sắc nhất                        | Cuộc chiến đa vũ trụ | Đoạt giải | [ 15 ]  |
| 2023 | Actress Defying Age and Ageism                          | Cuộc chiến đa vũ trụ | Đề cử     | [ 15 ]  |
| 2023 | Most Daring Performance                                 | Cuộc chiến đa vũ trụ | Đề cử     | [ 15 ]  |
| 2023 | Outstanding Achievement by a Woman in the Film Industry | Cuộc chiến đa vũ trụ | Đề cử     | [ 15 ]  |

### Austin Film Critics Association - Hiệp hội Phê bình Phim Austin
| Năm  | Hạng Mục                         | Tác Phẩm Đề Cử       | Kết Quả   | Ghi Chú |
| ---- | -------------------------------- | -------------------- | --------- | ------- |
| 2023 | Nữ diễn viên chính xuất sắc nhất | Cuộc chiến đa vũ trụ | Đoạt giải | [ 16 ]  |
| 2023 | Best Ensemble                    | Cuộc chiến đa vũ trụ | Đoạt giải | [ 16 ]  |

### Blockbuster Entertainment Awards
| Năm  | Hạng Mục             | Tác Phẩm Đề Cử    | Kết Quả | Ghi Chú |
| ---- | -------------------- | ----------------- | ------- | ------- |
| 2001 | Favorite Action Team | Ngọa hổ tàng long | Đề cử   |         |

### British Academy Film Awards - Giải BAFTA
| Năm  | Hạng Mục                         | Tác Phẩm Đề Cử       | Kết Quả | Ghi Chú |
| ---- | -------------------------------- | -------------------- | ------- | ------- |
| 2000 | Nữ diễn viên chính xuất sắc nhất | Ngọa hổ tàng long    | Đề cử   | [ 17 ]  |
| 2022 | Nữ diễn viên chính xuất sắc nhất | Cuộc chiến đa vũ trụ | Đề cử   | [ 18 ]  |

### Boston Society of Film Critics
| Năm  | Hạng Mục                         | Tác Phẩm Đề Cử       | Kết Quả   | Ghi Chú |
| ---- | -------------------------------- | -------------------- | --------- | ------- |
| 2022 | Nữ diễn viên chính xuất sắc nhất | Cuộc chiến đa vũ trụ | Đoạt giải | [ 19 ]  |

### Chicago Indie Critics
| Năm  | Hạng Mục                         | Tác Phẩm Đề Cử       | Kết Quả   | Ghi Chú |
| ---- | -------------------------------- | -------------------- | --------- | ------- |
| 2023 | Nữ diễn viên chính xuất sắc nhất | Cuộc chiến đa vũ trụ | Đoạt giải | [ 20 ]  |

### Chicago Film Critics Association - Hiệp hội Phê bình Phim Chicago
| Năm  | Hạng Mục                         | Tác Phẩm Đề Cử       | Kết Quả | Ghi Chú |
| ---- | -------------------------------- | -------------------- | ------- | ------- |
| 2022 | Nữ diễn viên chính xuất sắc nhất | Cuộc chiến đa vũ trụ | Đề cử   | [ 21 ]  |

### Chlotrudis Awards
| Năm  | Hạng Mục                         | Tác Phẩm Đề Cử    | Kết Quả | Ghi Chú |
| ---- | -------------------------------- | ----------------- | ------- | ------- |
| 2001 | Nữ diễn viên chính xuất sắc nhất | Ngọa hổ tàng long | Đề cử   |         |

### Columbus Film Critics Association - Hiệp hội Phê bình Phim Columbus
| Năm  | Hạng Mục                         | Tác Phẩm Đề Cử       | Kết Quả | Ghi Chú |
| ---- | -------------------------------- | -------------------- | ------- | ------- |
| 2023 | Nữ diễn viên chính xuất sắc nhất | Cuộc chiến đa vũ trụ | Đề cử   | [ 22 ]  |
| 2023 | Best Ensemble                    | Cuộc chiến đa vũ trụ | Đề cử   | [ 22 ]  |

### Critics Association Of Central Florida
| Năm  | Hạng Mục                         | Tác Phẩm Đề Cử       | Kết Quả   | Ghi Chú |
| ---- | -------------------------------- | -------------------- | --------- | ------- |
| 2023 | Nữ diễn viên chính xuất sắc nhất | Cuộc chiến đa vũ trụ | Đoạt giải | [ 23 ]  |

### Critics' Choice Movie Awards
| Năm  | Hạng Mục                         | Tác Phẩm Đề Cử       | Kết Quả | Ghi Chú |
| ---- | -------------------------------- | -------------------- | ------- | ------- |
| 2023 | Nữ diễn viên chính xuất sắc nhất | Cuộc chiến đa vũ trụ | Đề cử   | [ 24 ]  |

### Critics' Choice Super Awards
| Năm  | Hạng Mục                                        | Tác Phẩm Đề Cử                     | Kết Quả   | Ghi Chú       |
| ---- | ----------------------------------------------- | ---------------------------------- | --------- | ------------- |
| 2022 | Best Actress in a Superhero Movie               | Shang-Chi và huyền thoại Thập Luân | Đề cử     | [ 25 ] [ 26 ] |
| 2023 | Best Actress in a Science Fiction/Fantasy Movie | Cuộc chiến đa vũ trụ               | Đoạt giải | [ 27 ]        |

### Dallas–Fort Worth Film Critics Association
| Năm  | Hạng Mục     | Tác Phẩm Đề Cử       | Kết Quả | Ghi Chú |
| ---- | ------------ | -------------------- | ------- | ------- |
| 2022 | Best Actress | Cuộc chiến đa vũ trụ | Á quân  | [ 28 ]  |

### Denver Film Critics Society
| Năm  | Hạng Mục                         | Tác Phẩm Đề Cử       | Kết Quả   | Ghi Chú |
| ---- | -------------------------------- | -------------------- | --------- | ------- |
| 2023 | Nữ diễn viên chính xuất sắc nhất | Cuộc chiến đa vũ trụ | Đoạt giải | [ 29 ]  |

### DiscussingFilm Critic Awards
| Năm  | Hạng Mục                         | Tác Phẩm Đề Cử       | Kết Quả   | Ghi Chú |
| ---- | -------------------------------- | -------------------- | --------- | ------- |
| 2023 | Nữ diễn viên chính xuất sắc nhất | Cuộc chiến đa vũ trụ | Đoạt giải | [ 30 ]  |

### Dorian Awards
| Năm  | Hạng Mục                                          | Tác Phẩm Đề Cử           | Kết Quả   | Ghi Chú |
| ---- | ------------------------------------------------- | ------------------------ | --------- | ------- |
| 2019 | Film Performance of the Year – Supporting Actress | Con nhà siêu giàu châu Á | Đề cử     |         |
| 2023 | Lead Film Performance of the Year                 | Cuộc chiến đa vũ trụ     | Đoạt giải | [ 31 ]  |
| 2023 | Wilde Artist Award                                | Cuộc chiến đa vũ trụ     | Đoạt giải | [ 31 ]  |

### Dublin Film Critics' Circle - Hiệp hội Phê bình Phim Dublin
| Năm  | Hạng Mục                         | Tác Phẩm Đề Cử       | Kết Quả   | Ghi Chú |
| ---- | -------------------------------- | -------------------- | --------- | ------- |
| 2011 | Nữ diễn viên chính xuất sắc nhất | Cuộc chiến đa vũ trụ | Đoạt giải | [ 32 ]  |

### Florida Film Critics Circle - Hiệp hội Phê bình Phim Florida
| Năm  | Hạng Mục                         | Tác Phẩm Đề Cử       | Kết Quả   | Ghi Chú |
| ---- | -------------------------------- | -------------------- | --------- | ------- |
| 2022 | Nữ diễn viên chính xuất sắc nhất | Cuộc chiến đa vũ trụ | Đề cử     | [ 33 ]  |
| 2022 | Best Ensemble                    | Cuộc chiến đa vũ trụ | Đoạt giải | [ 33 ]  |

### Georgia Film Critics Association - Hiệp hội Phê bình Phim Georgia
| Năm  | Hạng Mục                         | Tác Phẩm Đề Cử       | Kết Quả   | Ghi Chú |
| ---- | -------------------------------- | -------------------- | --------- | ------- |
| 2023 | Nữ diễn viên chính xuất sắc nhất | Cuộc chiến đa vũ trụ | Đoạt giải | [ 34 ]  |

### Gold Derby Film Awards
| Năm  | Hạng Mục                         | Tác Phẩm Đề Cử       | Kết Quả   | Ghi Chú |
| ---- | -------------------------------- | -------------------- | --------- | ------- |
| 2022 | Nữ diễn viên chính xuất sắc nhất | Cuộc chiến đa vũ trụ | Đoạt giải |         |

### Golden Globe Awards - Quả Cầu Vàng
| Năm  | Hạng Mục                                             | Tác Phẩm Đề Cử       | Kết Quả   | Ghi Chú |
| ---- | ---------------------------------------------------- | -------------------- | --------- | ------- |
| 2022 | Best Actress in a Motion Picture – Musical or Comedy | Cuộc chiến đa vũ trụ | Đoạt giải | [ 35 ]  |

### Gotham Independent Film Awards
| Năm  | Hạng Mục                     | Tác Phẩm Đề Cử       | Kết Quả | Ghi Chú |
| ---- | ---------------------------- | -------------------- | ------- | ------- |
| 2022 | Outstanding Lead Performance | Cuộc chiến đa vũ trụ | Đề cử   | [ 36 ]  |

### Greater Western New York Film Critics Association
| Năm  | Hạng Mục                         | Tác Phẩm Đề Cử           | Kết Quả   | Ghi Chú |
| ---- | -------------------------------- | ------------------------ | --------- | ------- |
| 2018 | Nữ diễn viên phụ xuất sắc nhất   | Con nhà siêu giàu châu Á | Đề cử     |         |
| 2022 | Nữ diễn viên chính xuất sắc nhất | Cuộc chiến đa vũ trụ     | Đoạt giải | [ 37 ]  |

### Hawaii Film Critics Society
| Năm  | Hạng Mục                         | Tác Phẩm Đề Cử       | Kết Quả | Ghi Chú |
| ---- | -------------------------------- | -------------------- | ------- | ------- |
| 2023 | Nữ diễn viên chính xuất sắc nhất | Cuộc chiến đa vũ trụ | Đề cử   | [ 38 ]  |

### Hollywood Critics Association - Hiệp hội Phê bình Hollywood
| Năm  | Hạng Mục                         | Tác Phẩm Đề Cử       | Kết Quả   | Ghi Chú |
| ---- | -------------------------------- | -------------------- | --------- | ------- |
| 2023 | Nữ diễn viên chính xuất sắc nhất | Cuộc chiến đa vũ trụ | Đoạt giải | [ 39 ]  |

### Hollywood Critics Association Midseason Film Awards
| Năm  | Hạng Mục                         | Tác Phẩm Đề Cử       | Kết Quả   | Ghi Chú |
| ---- | -------------------------------- | -------------------- | --------- | ------- |
| 2022 | Nữ diễn viên chính xuất sắc nhất | Cuộc chiến đa vũ trụ | Đoạt giải | [ 40 ]  |

### Houston Film Critics Society - Hiệp hội Phê bình Phim Houston
| Năm  | Hạng Mục                         | Tác Phẩm Đề Cử       | Kết Quả | Ghi Chú |
| ---- | -------------------------------- | -------------------- | ------- | ------- |
| 2023 | Nữ diễn viên chính xuất sắc nhất | Cuộc chiến đa vũ trụ | Đề cử   | [ 41 ]  |

### Independent Spirit Awards
| Năm  | Hạng Mục              | Tác Phẩm Đề Cử       | Kết Quả   | Ghi Chú |
| ---- | --------------------- | -------------------- | --------- | ------- |
| 2023 | Best Lead Performance | Cuộc chiến đa vũ trụ | Đoạt giải | [ 42 ]  |

### Indiana Film Journalists Association
| Năm  | Hạng Mục              | Tác Phẩm Đề Cử       | Kết Quả | Ghi Chú |
| ---- | --------------------- | -------------------- | ------- | ------- |
| 2022 | Best Lead Performance | Cuộc chiến đa vũ trụ | Á quân  | [ 43 ]  |
| 2022 | Best Ensemble         | Cuộc chiến đa vũ trụ | Đề cử   | [ 43 ]  |

### IndieWire Critics Poll
| Năm  | Hạng Mục         | Tác Phẩm Đề Cử       | Kết Quả   | Ghi Chú |
| ---- | ---------------- | -------------------- | --------- | ------- |
| 2022 | Best Performance | Cuộc chiến đa vũ trụ | 3rd place | [ 44 ]  |

### Iowa Film Critics Association
| Năm  | Hạng Mục                         | Tác Phẩm Đề Cử       | Kết Quả | Ghi Chú |
| ---- | -------------------------------- | -------------------- | ------- | ------- |
| 2023 | Nữ diễn viên chính xuất sắc nhất | Cuộc chiến đa vũ trụ | Á quân  | [ 45 ]  |

### Latino Entertainment Journalists Association
| Năm  | Hạng Mục                         | Tác Phẩm Đề Cử       | Kết Quả   | Ghi Chú |
| ---- | -------------------------------- | -------------------- | --------- | ------- |
| 2023 | Nữ diễn viên chính xuất sắc nhất | Cuộc chiến đa vũ trụ | Đoạt giải | [ 46 ]  |

### Las Vegas Film Critics Society
| Năm  | Hạng Mục                         | Tác Phẩm Đề Cử       | Kết Quả   | Ghi Chú |
| ---- | -------------------------------- | -------------------- | --------- | ------- |
| 2022 | Nữ diễn viên chính xuất sắc nhất | Cuộc chiến đa vũ trụ | Đoạt giải | [ 47 ]  |

### London Film Critics' Circle - Hiệp hội Phê bình Phim London
| Năm  | Hạng Mục            | Tác Phẩm Đề Cử       | Kết Quả | Ghi Chú |
| ---- | ------------------- | -------------------- | ------- | ------- |
| 2023 | Actress of the Year | Cuộc chiến đa vũ trụ | Đề cử   | [ 48 ]  |

### Los Angeles Film Critics Association - Hiệp hội Phê bình Phim Los Angeles
| Năm  | Hạng Mục                                      | Tác Phẩm Đề Cử       | Kết Quả   | Ghi Chú |
| ---- | --------------------------------------------- | -------------------- | --------- | ------- |
| 2022 | Best Lead Performer (cùng Danielle Deadwyler) | Cuộc chiến đa vũ trụ | Runner-up | [ 49 ]  |

### Mill Valley Film Festival
| Năm  | Hạng Mục        | Tác Phẩm Đề Cử | Kết Quả | Ghi Chú |
| ---- | --------------- | -------------- | ------- | ------- |
| 2011 | Spotlight Award | The Lady       | Đề cử   | [ 50 ]  |

### Minnesota Film Critics Alliance
| Năm  | Hạng Mục                         | Tác Phẩm Đề Cử       | Kết Quả | Ghi Chú |
| ---- | -------------------------------- | -------------------- | ------- | ------- |
| 2023 | Nữ diễn viên chính xuất sắc nhất | Cuộc chiến đa vũ trụ | Á quân  | [ 51 ]  |

### MTV Movie Awards
| Năm  | Hạng Mục   | Tác Phẩm Đề Cử      | Kết Quả | Ghi Chú |
| ---- | ---------- | ------------------- | ------- | ------- |
| 1998 | Best Fight | Tomorrow Never Dies | Đề cử   | [ 52 ]  |

### Music City Film Critics Association
| Năm  | Hạng Mục                         | Tác Phẩm Đề Cử       | Kết Quả   | Ghi Chú |
| ---- | -------------------------------- | -------------------- | --------- | ------- |
| 2023 | Nữ diễn viên chính xuất sắc nhất | Cuộc chiến đa vũ trụ | Đoạt giải | [ 53 ]  |
| 2023 | Best Ensemble                    | Cuộc chiến đa vũ trụ | Đề cử     | [ 53 ]  |

### National Board of Review
| Năm  | Hạng Mục                         | Tác Phẩm Đề Cử           | Kết Quả   | Ghi Chú |
| ---- | -------------------------------- | ------------------------ | --------- | ------- |
| 2018 | Best Cast                        | Con nhà siêu giàu châu Á | Đoạt giải | [ 54 ]  |
| 2022 | Nữ diễn viên chính xuất sắc nhất | Cuộc chiến đa vũ trụ     | Đoạt giải | [ 55 ]  |

### National Society of Film Critics
| Năm  | Hạng Mục                         | Tác Phẩm Đề Cử       | Kết Quả | Ghi Chú |
| ---- | -------------------------------- | -------------------- | ------- | ------- |
| 2023 | Nữ diễn viên chính xuất sắc nhất | Cuộc chiến đa vũ trụ | Á quân  | [ 56 ]  |

### Nevada Film Critics Society
| Năm  | Hạng Mục                         | Tác Phẩm Đề Cử       | Kết Quả   | Ghi Chú |
| ---- | -------------------------------- | -------------------- | --------- | ------- |
| 2022 | Nữ diễn viên chính xuất sắc nhất | Cuộc chiến đa vũ trụ | Đoạt giải | [ 57 ]  |

### New York Film Critics Online
| Năm  | Hạng Mục                         | Tác Phẩm Đề Cử       | Kết Quả   | Ghi Chú |
| ---- | -------------------------------- | -------------------- | --------- | ------- |
| 2022 | Nữ diễn viên chính xuất sắc nhất | Cuộc chiến đa vũ trụ | Đoạt giải | [ 58 ]  |

### North Carolina Film Critics Association
| Năm  | Hạng Mục                         | Tác Phẩm Đề Cử       | Kết Quả   | Ghi Chú |
| ---- | -------------------------------- | -------------------- | --------- | ------- |
| 2022 | Nữ diễn viên chính xuất sắc nhất | Cuộc chiến đa vũ trụ | Đoạt giải | [ 59 ]  |
| 2022 | Best Ensemble                    | Cuộc chiến đa vũ trụ | Đoạt giải | [ 59 ]  |

### North Dakota Film Society
| Năm  | Hạng Mục                         | Tác Phẩm Đề Cử       | Kết Quả | Ghi Chú |
| ---- | -------------------------------- | -------------------- | ------- | ------- |
| 2023 | Nữ diễn viên chính xuất sắc nhất | Cuộc chiến đa vũ trụ | Đề cử   | [ 60 ]  |

### North Texas Film Critics Association
| Năm  | Hạng Mục                         | Tác Phẩm Đề Cử       | Kết Quả   | Ghi Chú |
| ---- | -------------------------------- | -------------------- | --------- | ------- |
| 2022 | Nữ diễn viên chính xuất sắc nhất | Cuộc chiến đa vũ trụ | Đoạt giải | [ 61 ]  |
| 2022 | Best Ensemble                    | Cuộc chiến đa vũ trụ | Đề cử     | [ 61 ]  |

### Oklahoma Film Critics Circle
| Năm  | Hạng Mục                         | Tác Phẩm Đề Cử       | Kết Quả | Ghi Chú |
| ---- | -------------------------------- | -------------------- | ------- | ------- |
| 2023 | Nữ diễn viên chính xuất sắc nhất | Cuộc chiến đa vũ trụ | Á quân  | [ 62 ]  |

### Online Association of Female Film Critics
| Năm  | Hạng Mục                         | Tác Phẩm Đề Cử       | Kết Quả   | Ghi Chú |
| ---- | -------------------------------- | -------------------- | --------- | ------- |
| 2022 | Nữ diễn viên chính xuất sắc nhất | Cuộc chiến đa vũ trụ | Đoạt giải | [ 63 ]  |
| 2022 | Best Ensemble                    | Cuộc chiến đa vũ trụ | Đề cử     | [ 63 ]  |

### Online Film Critics Society
| Năm  | Hạng Mục                         | Tác Phẩm Đề Cử       | Kết Quả   | Ghi Chú |
| ---- | -------------------------------- | -------------------- | --------- | ------- |
| 2023 | Nữ diễn viên chính xuất sắc nhất | Cuộc chiến đa vũ trụ | Đoạt giải | [ 64 ]  |

### Phoenix Critics Circle
| Năm  | Hạng Mục                         | Tác Phẩm Đề Cử       | Kết Quả | Ghi Chú |
| ---- | -------------------------------- | -------------------- | ------- | ------- |
| 2022 | Nữ diễn viên chính xuất sắc nhất | Cuộc chiến đa vũ trụ | Đề cử   | [ 65 ]  |

### Phoenix Film Critics Association
| Năm  | Hạng Mục                         | Tác Phẩm Đề Cử       | Kết Quả   | Ghi Chú |
| ---- | -------------------------------- | -------------------- | --------- | ------- |
| 2022 | Nữ diễn viên chính xuất sắc nhất | Cuộc chiến đa vũ trụ | Đoạt giải | [ 66 ]  |

### Portland Critics Association
| Năm  | Hạng Mục                         | Tác Phẩm Đề Cử       | Kết Quả   | Ghi Chú |
| ---- | -------------------------------- | -------------------- | --------- | ------- |
| 2023 | Nữ diễn viên chính xuất sắc nhất | Cuộc chiến đa vũ trụ | Đoạt giải | [ 67 ]  |

### Saturn Awards - Giải Sao Thổ
| Năm  | Hạng Mục                               | Tác Phẩm Đề Cử       | Kết Quả   | Ghi Chú |
| ---- | -------------------------------------- | -------------------- | --------- | ------- |
| 2001 | Nữ diễn viên chính xuất sắc nhất       | Ngọa hổ tàng long    | Đề cử     |         |
| 2018 | Best Guest Starring Role on Television | Star Trek: Discovery | Đề cử     | [ 68 ]  |
| 2022 | Nữ diễn viên chính xuất sắc nhất       | Cuộc chiến đa vũ trụ | Đoạt giải | [ 69 ]  |

### Satellite Awards
| Năm  | Hạng Mục                                             | Tác Phẩm Đề Cử       | Kết Quả   | Ghi Chú |
| ---- | ---------------------------------------------------- | -------------------- | --------- | ------- |
| 2012 | Best Actress – Motion Picture                        | The Lady             | Đề cử     |         |
| 2023 | Best Actress in a Motion Picture – Comedy or Musical | Cuộc chiến đa vũ trụ | Đoạt giải | [ 70 ]  |

### San Diego Film Critics Society
| Năm  | Hạng Mục                         | Tác Phẩm Đề Cử       | Kết Quả   | Ghi Chú |
| ---- | -------------------------------- | -------------------- | --------- | ------- |
| 2023 | Nữ diễn viên chính xuất sắc nhất | Cuộc chiến đa vũ trụ | Đề cử     | [ 71 ]  |
| 2023 | Best Ensemble                    | Cuộc chiến đa vũ trụ | Đoạt giải | [ 71 ]  |

### San Francisco Bay Area Film Critics Circle
| Năm  | Hạng Mục                         | Tác Phẩm Đề Cử       | Kết Quả | Ghi Chú |
| ---- | -------------------------------- | -------------------- | ------- | ------- |
| 2023 | Nữ diễn viên chính xuất sắc nhất | Cuộc chiến đa vũ trụ | Đề cử   | [ 72 ]  |

### Screen Actors Guild Awards
| Năm  | Hạng Mục                                                    | Tác Phẩm Đề Cử           | Kết Quả   | Ghi Chú |
| ---- | ----------------------------------------------------------- | ------------------------ | --------- | ------- |
| 2018 | Outstanding Performance by a Cast in a Motion Picture       | Con nhà siêu giàu châu Á | Đề cử     | [ 73 ]  |
| 2022 | Outstanding Performance by a Female Actor in a Leading Role | Cuộc chiến đa vũ trụ     | Đoạt giải | [ 74 ]  |
| 2022 | Outstanding Performance by a Cast in a Motion Picture       | Cuộc chiến đa vũ trụ     | Đoạt giải | [ 74 ]  |

### Seattle Film Critics Society
| Năm  | Hạng Mục                         | Tác Phẩm Đề Cử       | Kết Quả | Ghi Chú |
| ---- | -------------------------------- | -------------------- | ------- | ------- |
| 2023 | Nữ diễn viên chính xuất sắc nhất | Cuộc chiến đa vũ trụ | Đề cử   | [ 75 ]  |

### St. Louis Gateway Film Critics Association
| Năm  | Hạng Mục                         | Tác Phẩm Đề Cử       | Kết Quả   | Ghi Chú |
| ---- | -------------------------------- | -------------------- | --------- | ------- |
| 2022 | Nữ diễn viên chính xuất sắc nhất | Cuộc chiến đa vũ trụ | Đoạt giải | [ 76 ]  |
| 2022 | Best Ensemble                    | Cuộc chiến đa vũ trụ | Đề cử     | [ 76 ]  |

### Sunset Circle Awards
| Năm  | Hạng Mục                         | Tác Phẩm Đề Cử       | Kết Quả | Ghi Chú |
| ---- | -------------------------------- | -------------------- | ------- | ------- |
| 2022 | Nữ diễn viên chính xuất sắc nhất | Cuộc chiến đa vũ trụ | Đề cử   | [ 77 ]  |

### Teen Choice Awards
| Năm  | Hạng Mục           | Tác Phẩm Đề Cử    | Kết Quả | Ghi Chú |
| ---- | ------------------ | ----------------- | ------- | ------- |
| 2001 | Choice Movie Fight | Ngọa hổ tàng long | Đề cử   |         |

### Toronto Film Critics Association - Hiệp hội Phê bình Phim Toronto
| Năm  | Hạng Mục     | Tác Phẩm Đề Cử       | Kết Quả | Ghi Chú |
| ---- | ------------ | -------------------- | ------- | ------- |
| 2001 | Best Actress | Ngọa hổ tàng long    | Á quân  | [ 78 ]  |
| 2023 | Best Actress | Cuộc chiến đa vũ trụ | Á quân  | [ 79 ]  |

### UK Film Critics Association
| Năm  | Hạng Mục                         | Tác Phẩm Đề Cử       | Kết Quả   | Ghi Chú |
| ---- | -------------------------------- | -------------------- | --------- | ------- |
| 2022 | Nữ diễn viên chính xuất sắc nhất | Cuộc chiến đa vũ trụ | Đoạt giải | [ 80 ]  |

### Utah Film Critics Association
| Năm  | Hạng Mục                         | Tác Phẩm Đề Cử       | Kết Quả   | Ghi Chú |
| ---- | -------------------------------- | -------------------- | --------- | ------- |
| 2022 | Nữ diễn viên chính xuất sắc nhất | Cuộc chiến đa vũ trụ | Đoạt giải | [ 81 ]  |
| 2022 | Best Ensemble                    | Cuộc chiến đa vũ trụ | Đoạt giải | [ 81 ]  |

### Vancouver Film Critics Circle - Hiệp hội Phê bình Phim Vancouver
| Năm  | Hạng Mục                         | Tác Phẩm Đề Cử       | Kết Quả   | Ghi Chú |
| ---- | -------------------------------- | -------------------- | --------- | ------- |
| 2001 | Nữ diễn viên chính xuất sắc nhất | Ngọa hổ tàng long    | Đề cử     |         |
| 2023 | Nữ diễn viên chính xuất sắc nhất | Cuộc chiến đa vũ trụ | Đoạt giải | [ 82 ]  |

### Washington D.C. Area Film Critics Association
| Năm  | Hạng Mục                         | Tác Phẩm Đề Cử       | Kết Quả | Ghi Chú |
| ---- | -------------------------------- | -------------------- | ------- | ------- |
| 2022 | Nữ diễn viên chính xuất sắc nhất | Cuộc chiến đa vũ trụ | Đề cử   | [ 83 ]  |
| 2022 | Best Ensemble                    | Cuộc chiến đa vũ trụ | Đề cử   | [ 83 ]  |

### Women Film Critics Circle - Hiệp hội Phê bình Phim Phụ nữ
| Năm  | Hạng Mục                              | Tác Phẩm Đề Cử       | Kết Quả   | Ghi Chú |
| ---- | ------------------------------------- | -------------------- | --------- | ------- |
| 2022 | Nữ diễn viên chính xuất sắc nhất      | Cuộc chiến đa vũ trụ | Đoạt giải | [ 84 ]  |
| 2022 | Best Screen Couple (cùng Ke Huy Quan) | Cuộc chiến đa vũ trụ | Đoạt giải | [ 84 ]  |

## Giải thưởng thành tựu
| Năm  | Giải Thưởng                                                                  | Kết Quả   | Ghi Chú |
| ---- | ---------------------------------------------------------------------------- | --------- | ------- |
| 1998 | Asian Media Award (Asian American International Film Festival)               | Đoạt giải |         |
| 2001 | ShoWest Award for International Star of the Year                             | Đoạt giải |         |
| 2013 | Giải Thành tựu Trọn đời (ASEAN International Film Festival and Awards)       | Đoạt giải |         |
| 2013 | Asian Film Award for Outstanding Contribution to Asian Cinema                | Đoạt giải |         |
| 2015 | Cinema Legend Award (Singapore International Film Festival)                  | Đoạt giải |         |
| 2019 | Outstanding Achievement in Cinema (The Asian Awards)                         | Đoạt giải | [ 85 ]  |
| 2022 | Giải Kirk Douglas (Santa Barbara International Film Festival)                | Đoạt giải | [ 86 ]  |
| 2022 | Share Her Journey Groundbreaker Award (TIFF Tribute Awards)                  | Đoạt giải | [ 87 ]  |
| 2023 | International Star Award, Actress (Palm Springs International Film Festival) | Đoạt giải | [ 88 ]  |
| 2023 | Dilys Powell Award (London Film Critics' Circle)                             | Đoạt giải | [ 89 ]  |
| 2023 | Women In Motion Award (Cannes Film Festival)                                 | Đoạt giải | [ 90 ]  |